# Tourmont
Tourmont település Franciaországban, Jura megyében. Lakosainak száma 445 fő (2022. január 1.). Tourmont Brainans, Grozon, Montholier, Saint-Lothain, Villerserine és Poligny községekkel határos.

## Népesség
A település népessége az elmúlt években az alábbi módon változott:
| Lakosok száma | 328  | 308  | 403  | 484  | 469  | 472  | 473  | 462  | 456  | 445  |
|               | 1968 | 1982 | 1990 | 2006 | 2013 | 2015 | 2017 | 2019 | 2020 | 2022 |